# John Netherland Heiskell
John Netherland Heiskell, född 2 november 1872 i Rogersville, Tennessee, död 28 december 1972 i Little Rock, Arkansas, var en amerikansk demokratisk politiker och publicist. Han representerade delstaten Arkansas i USA:s senat från 9 januari till 30 januari 1913.
Heiskell utexaminerades 1893 från University of Tennessee. Han var ansvarig utgivare för Arkansas Gazette från 1902 fram till sin död. Heiskell gifte sig 1910 med Wilhelmina Mann. Paret fick fyra barn.
Senator Jeff Davis avled 1913 och Heiskell utnämndes till senaten. Efter några veckor som senator efterträddes han av William M. Kavanaugh.
Heiskells grav finns på Mount Holly Cemetery i Little Rock.